# Agropyron krylovianum
Agropyron krylovianum là một loài thực vật có hoa trong họ Hòa thảo. Loài này được Schischk. mô tả khoa học đầu tiên năm 1928.